# Atractus limitaneus
Espèce
Synonymes
- Leptocalamus limitaneus Amaral, 1935

Statut de conservation UICN

 LC  : Préoccupation mineure
Atractus limitaneus est une espèce de serpents de la famille des Dipsadidae.

## Répartition
Cette espèce est endémique du département d'Amazonas en Colombie. 

## Publication originale
- Amaral, 1935 : Estudos sobre ophídios neotropicos XXXIII. Novas especies de ophídios do Colombia. Memorias do Instituto Butantan, vol. 9, p. 219-223.